# Pułk Ułanów Obrony Krajowej Nr 1

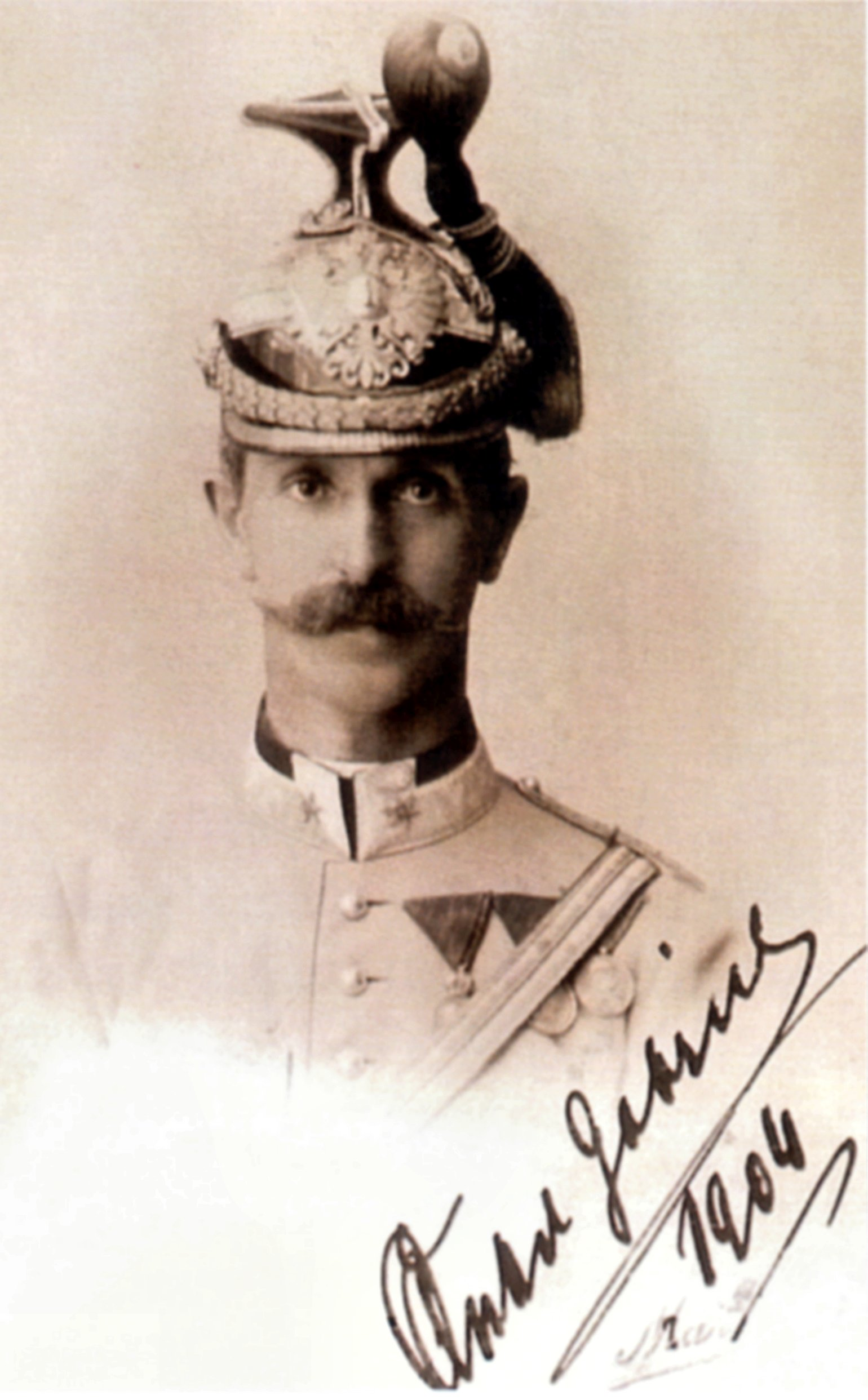
Mjr Gabriel Franz Marenzi von Tagliuno und Talgate komendant 1. dywizjonu

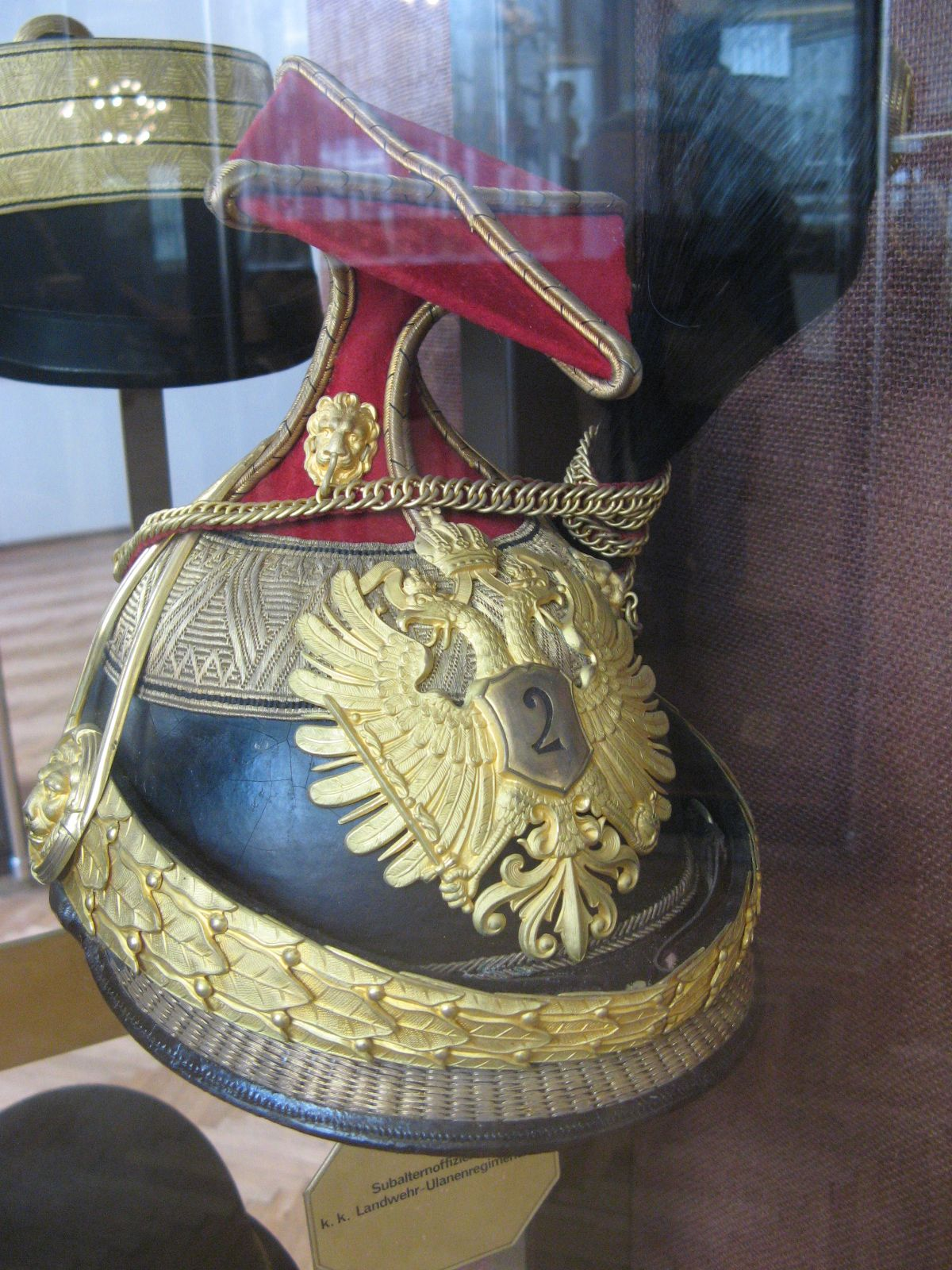
Czako ułańskie

Pułk Ułanów Obrony Krajowej Nr 1 (LUR. Nr. 1) – pułk kawalerii cesarsko-królewskiej Obrony Krajowej.

## Historia pułku
W 1883 w Nowym Sączu z samodzielnych szwadronów ułanów został sformowany Pułk Ułanów Obrony Krajowej Nr 1. W 1885 kadra pułku została przeniesiona do Kołomyi (niem. Kołomea).
W 1894 oddział przyjął organizację identyczną z organizacją pułków jazdy w cesarskiej i królewskiej Armii.
W 1914 komenda pułku i kadra zapasowa oraz I i II dywizjon stacjonowały we Lwowie.
W 1917 oddział został przemianowany na Pułk Strzelców Konnych Nr 1 (niem. Reitendes Schützenregiment Nr 1).

## Kadra pułku
Komendanci pułku
- rtm. Alexander Kościcki de Kościerze (prowizoryczny komendant kadry pułku 1885[2] – )
- ppłk / płk Juliusz Iskierski (1899 – 1906)
- płk Gustaw Resch (1913)
- płk Friedrich Bischoff von Klammstein (1917)

Oficerowie
- ppłk Roman Dobrzański
- rtm. Stefan Barański von Ślepowron
- rtm. Adam Dembicki von Wrocień, syn marszałka polnego porucznika Adama Dembickiego von Wrocień
- rtm. Rudolf Lang
- rtm. Wawrzyniec Łobaczewski (niem. Laurenz Łobaczewski von Wnuczek-Jastrzębiec)
- rtm. Aleksander Winnicki von Radziewicz
- rtm. Bronisław Wzacny
- por. rez. Jan Demeter
- ppor. rez. Roman Abraham
- ppor. rez. Iwo von Nałęcz-Skałkowski
- ppor. rez. Stanisław Ujejski
- ppor. rez./nieakt. Ludwik Badeni
- ppor. rez./nieakt. Eustachy Ścibor-Rylski

Obsada personalna w 1913 roku
- komendant pułku - płk Gustaw Resch,
- komendant kadry zapasowej - ppłk Ernst Schenk,
- komendant I dywizjonu - ppłk Richard Véver,
- komendant II dywizjonu - mjr Tadeusz Sulimirski,
- adiutant - por. Ferdynand Čulik,
- lekarz pułku dr Kazimierz Hofmokl,
- starszy lekarz weterynarii Franz Luska,
- oficer prowiantowy - ppor. Piotr Stąpor[6].